# マニウス・アキリウス・グラブリオ
マニウス・アキリウス・グラブリオ（ラテン語: Manius Acilius Glabrio）は、共和政ローマの政務官。紀元前191年にコンスル（執政官）を務めた。ノウス・ホモで、主に東方ギリシアを活躍の場とした。

## 経歴
紀元前201年、護民官に就任すると、その年の執政官グナエウス・レントゥルスのアフリカ出征に反対し、カルタゴとの和平を確認するプレプス民会を開催した（アキリウス・ミヌキウス法）。翌紀元前200年、マルクス・アウレリウス・コッタの死後シビュラの書を管理する10人委員会の一員となっている。
紀元前197年、ガイウス・ラエリウスと共にアエディリス・プレビス（平民按察官）に就任した。パトリキ（伝統的貴族）のアエディリスの主催する盛大なルディ（祝祭）がキルクス・マクシムスで3回繰り広げられたが、グラブリオらはルディを7回開催し、その収益金でケレース、リーベル、リーベラの銅像が建てられたという。
紀元前196年、プラエトル・ペレグリヌス（外人担当法務官）に当選。当時エトルリアで奴隷の反乱の動きがあったため、グラブリオは一個軍団を率いてこの陰謀の首謀者たちを打ち破ったという。
紀元前192年のコンスルを決める選挙に出馬するが、プブリウス・コルネリウス・スキピオ・ナシカ、グナエウス・マンリウス・ウルソ、ルキウス・クィンクティウス・フラミニヌス、グナエウス・ドミティウス・アヘノバルブス (紀元前192年の執政官)、ガイウス・ラエリウス、ガイウス・リウィウス・サリナトルといったライバルがおり敗れ、翌年スキピオ家の支援を受けて当選した。
紀元前191年、スキピオ・ナシカと共にコンスルに選出されると、アンティオコス3世とアエトリア同盟に対するインペリウム（指揮権）を付与され、テルモピュライでアンティオコスを破り、ヘラクレアを落してナウパクトゥスを包囲した。アエトリア同盟に哀願されたティトゥス・クィンクティウス・フラミニヌスが両者の仲裁に入ったという。この年、暦の調整を神祇官が行うアキリウス法が成立したとも考えられている。
紀元前190年、後任のルキウス・コルネリウス・スキピオ・アシアティクスに引き継いで帰国すると、凱旋式を挙行し、ピエタース神殿を奉献した。
紀元前189年、ケンソル（監察官）に立候補し、ティトゥス・クィンクティウス・フラミニヌス、元同僚のスキピオ・ナシカ、ルキウス・ウァレリウス・フラックス (紀元前195年の執政官)、マルクス・ポルキウス・カト・ケンソリウス（大カト）、ローマの剣の息子マルクス・クラウディウス・マルケッルス (紀元前196年の執政官)といったコンスル経験者が対立候補だったが、凱旋式を挙行して大盤振る舞いを行ったグラブリオは民衆に人気があり、スキピオ家の後ろ盾もあった。しかし、ノウス・ホモの台頭を許さないパトリキの反感を買い、護民官プブリウス・センプロニウス・グラックスとガイウス・センプロニウス・ルティルスからシリアでの略奪品の横領疑惑で告発され、自分と同じように台頭した大カトに不利な証言をされたことで、立候補を取り下げたという。